# Lucas Orbán
Lucas Alfonso Orbán (nascido em 3 de fevereiro de 1989, em Buenos Aires) é um futebolista profissional argentino que atua como zagueiro. Atualmente está sem clube.

## Carreira

### River Plate
Nascido em Buenos Aires, Orbán graduou - se no sistema juventude do local River Plate, e fez sua estréia profissional em 24 de maio de 2009, em uma vitória por 2-0 em casa sobre o Independiente.

### Tigre
Em 12 de agosto de 2011, depois de ser moderadamente usado pelo River, Orbán foi emprestado ao Tigre para a temporada. Ele apareceu regularmente na temporada e marcou seu primeiro gol profissional em 19 de agosto de 2013, mas em uma perda 2-3 contra seu antigo clube.

### Bordeaux
Em 31 de julho de 2013 Orban assinou um contrato de quatro anos  indo para o Girondins de Bordeaux, na Ligue 1. Ele fez sua estréia na competição em 13 de setembro, a partir de uma perda 0-2 em casa contra o Paris Saint-Germain.

### Valencia
Em 11 de agosto de 2014, Orbán assinou um contrato de cinco anos com Valencia CF, clube que disputa a La Liga.  Ele fez sua estréia na competição em 23 de agosto, começando como um substitutoe mais tarde marcando um gol empatando em um 1-1 em um jogo fora empate contra Sevilla FC.
Em 31 de Janeiro de 2016, Valência chegaram a um acordo para emprestar Orbán para Levante UD até 30 de junho de 2016. [8]

## Carreira Internacional
Em 13 de Novembro de 2013, Orbán foi convocado para Seleção Argentina de Futebol pelo técnico Alejandro Sabella, para os jogos contra Equador e Bósnia-Herzegovina. Ele fez sua estréia internacional, dois dias depois, em um empate 0-0.  em 28 de março de 2015, ele fez o seu segunda em uma vitória por 2-0 sobre El Salvador.

## Títulos
Racing
- Campeonato Argentino: 2018–19